# Ugo Tognazzi
Ottavio "Ugo" Tognazzi (Cremona, 23 de març de 1922 − Roma, 27 d'octubre de 1990) fou un actor, director i guionista de teatre, cinema i televisió italià.
Juntament amb Alberto Sordi, Vittorio Gassman, Marcello Mastroianni i Nino Manfredi, fou un dels mattatori de la comèdia a la italiana.

## Biografia
Com a conseqüència de la professió del seu pare, inspector d'una societat de seguretat, va viure una infantesa en diverses ciutats, abans de tornar, el 1936, a Cremona on va trobar, als catorze anys, una feina d'obrer a Negroni, famosa fàbrica cremonesa de xarcuteria. Durant el seu temps lliure, va actuar en una obra de teatre aficionat després de la feina (el seu inici al teatre havia estat als quatre anys al teatre Donizetti de Bèrgam).
Durant la Segona Guerra mundial, va ser cridat a files, i es va dedicar, amb fervor, en l'organització d'espectacles de varietat per als seus camarades. Després de l'armistici del 8 de setembre de 1943, va tornar a Cremona on va treballar com a arxiver. La passió per l'espectacle li fa tanmateix abandonar aquest treball, i es va instal·lar a Milà.
Ugo Tognazzi, va destacar pel seu paper de Renato Baldi en la sèrie de pel·lícules La Cage aux folles al costat de Michel Serrault (aquest representant l'arquetipus de l'homosexual efeminat i Ugo Tognazzi, el d'un homosexual masculí i tranquil, director d'un cabaret a la Costa Blava), actor fetitxe de tots els grans realitzadors italians dels anys 60 i 70. La seva popularitat, immensa, es fundava en una capacitat sempre renovada a la pantalla, amb justesa i naturalitat, i els defectes en els quals els italians es reconeixien. Les seves interpretacions a I mostri,  Vogliamo i coronelli i La Gran Bouffe són inoblidables.
Ugo Tognazzi va morir el 27 d'octubre de 1990 a Roma, d'un vessament cerebral, als 68 anys.

## Filmografia
- 1953: L'Incantevole nemica, de Claudio Gora
- 1953: L'Amore in città, de Michelangelo Antonioni
- 1959: Le Confident de ces dames, de Jean Boyer
- 1961: Que gioia vivere, de René Clément
- 1961: 5 marines per 100 ragazze de Mario Mattoli
- 1962: La Marcia su Roma, de Dino Risi
- 1962: Una domenica d'estate de Giulio Petroni
- 1963: Il Giorno più corto, de Sergio Corbucci
- 1963: I Fuorilegge del matrimonio, de Paolo Taviani
- 1963: Una storia moderna - L'ape regina, de Marco Ferreri
- 1963: Rogopag, de Jean-Luc Godard
- 1963: I Mostri, de Dino Risi
- 1964: Liolà, d'Alessandro Blasetti
- 1964: La vita agra, de Carlo Lizzani
- 1964: Il magnifico cornuto, d'Antonio Pietrangeli
- 1964: Alta infedeltà, de Luciano Salce
- 1964: La donna scimmia, de Marco Ferreri
- 1965: Menage all'italiana amb Dalida.
- 1965: I Complessi, de Franco Rossi
- 1965: Io la consocevo bene, d'Antonio Pietrangeli
- 1967: Il padre di famiglia de Nanni Loy
- 1967: L'Immorale de Pietro Germi
- 1967: Il fischio al naso, de Ugo Tognazzi
- 1968: The Barbarians, de Roger Vadim
- 1968: Straziami, ma di baci saziami, de Dino Risi
- 1969: Nell'anno del signore, de Luigi Magni
- 1969: Porcile, de Pier Paolo Pasolini
- 1970: La Califfa, d'Alberto Bevilacqua
- 1971: In nome del popolo italiano, de Dino Risi
- 1971: L'Udienza, de Marco Ferreri
- 1971: Venga prendere il caffè da noi d'Alberto Lattuada
- 1971: Il generale dorme in piedi, de Francesco Massaro
- 1972: Le Maître et Marguerite, d'Aleksandar Petrović
- 1973: Vogliamo i colonnelli, de Mario Monicelli
- 1973: Touche pas a la dona blanche !, de Marco Ferreri
- 1973: La Grande Bouffe, de Marco Ferreri
- 1974: Apassionada (Romanzo popolare), de Mario Monicelli
- 1974: Permettete, signora, che ami vostra figlia, de Gian Luigi Polidoro
- 1974: La supertestimone, de Franco Giraldi
- 1975: Telefoni Bianchi, de Dino Risi
- 1975: Der Dritte grad, de Peter Fleischmann
- 1975: L'Anatra all'arancia, de Luciano Salce
- 1975:  Amici miei , de Mario Monicelli
- 1975: La mazurka del barone, della santa e del fico fiorone, de Pupi Avati
- 1976: Al piacere di rivederla de Marco Leto
- 1977: La Stanza del vescovo, de Dino Risi
- 1977: Il Casotto, de Sergio Citti
- 1977: La casa dels embolics (Il gatto), de Luigi Comencini
- 1977: Nenè de Salvatore Samperi: Baffo, el barbier
- 1978: La mazzetta, de Sergio Corbucci
- 1978: Primo amore, de Dino Risi
- 1978: I Nuovi monstri, d'Ettore Scola
- 1978: Vicis d'estiu (Dove vai in vacanza ?), de Mauro Bolognini
- 1978: L'Ingorgo - una storia impossibile, de Luigi Comencini
- 1978: Casa de boges (La Cage aux folles), d'Édouard Molinaro
- 1980: Sono fotogenico, de Dino Risi
- 1980: La Terrazza, d'Ettore Scola
- 1980: Sunday lovers, de Bryan Forbes
- 1980: La Cage aux folles II, d'Édouard Molinaro
- 1982: Amics meus 2 (Amici miei atto II)
- 1981: La Tragedia di un uomo ridicolo, de Bernardo Bertolucci
- 1983: Scherzo del destino in agguato dietro l'angolo come un brigante da strada, de Lina Wertmüller
- 1983: Il Petomane, de Pasquale Festa Campanile
- 1984: Le Bon Rei Dagobert, de Dino Risi
- 1985: Casa de boges 3 (La Cage aux folles III), de Georges Lautner
- 1985: Amici miei atto III de Nanni Loy
- 1986: Yiddish Connection, de Paul Boujenah
- 1988: I giorni del commissario Ambrosio de Sergio Corbucci
- 1989: Tolérance, de Pierre-Henry Salfati
- 1990: La Batalla de los tres reyes, de Souheil Ben-Barka